# 帝雁
帝雁（學名：Anser canagicus；英語：Emperor goose），是雁屬的一種鳥類，分佈于阿拉斯加附近。雄性體長在66—71（26—28英寸）之間，雌性略小。其種群數量一度由於石油污染等環境問題及人類捕殺而下降。非阿拉斯加居民在獲得許可後方可獵殺帝雁，但它在美國本土是嚴格禁獵的。

## 外部連接
- Emperor Goose videos, pictures, and sounds （页面存档备份，存于） from the Internet Bird Collection